# Augustin-François de Silvestre
Augustin-François Édouard de Silvestre (1762-1851) est un bibliothécaire, inventeur et vulgarisateur scientifique français.

## Famille
Son père est Jacques Augustin de Silvestre (1719-1809). Sa mère, Anne Françoise Louise Férès (?-1764), est la fille de François Férès, gouverneur du marquis de Saint-Mégrin et la troisième épouse de Jacques Augustin (mariage en février 1762 ; les deux premières femmes de Jacques Augustin sont mortes sans enfants). 

Il a une sœur : Anne Charlotte Sophie de Silvestre (1764-1799), qui épouse en 1775 Bernard (Augustin ?) de Bonnard, lieutenant à Besançon et tuteur des enfants du duc de Chartres Louis-Philippe d'Orléans.

## Biographie
Il naît à Versailles le 7 décembre 1762. Son père, qui a en vue de lui laisser tous ses emplois, l'oriente vers les beaux-arts et en 1777, à l'âge de 14 ans, l'envoie à Rome sous la protection de son ami le peintre du roi E. Aubry qui part en Italie. Cette même année son père obtient pour lui la survivance de sa charge de maître à dessiner des enfants royaux. Mais la princesse de Guéméné, fille de La Tour d'Auvergne duc de Bouillon, veut cette charge pour son protégé Van Blarenberghe, peintre de marine et habile dessinateur ; et elle obtient pour ce dernier la place en survivance en 1780 - en vain, car Jacques Augustin reste titulaire de cette charge jusqu'à la Révolution. Mais en 1780 cet avenir pourtant proche n'est pas envisagé et, apprenant la nouvelle de la perte de cette promesse d'emploi futur, Augustin-François revient en France cette même année. Toujours en 1780, il est nommé chevalier de l'ordre de Saint-Lazare (ordre aboli en 1830).
Son grand-père maternel François Férès, lecteur et bibliothécaire de Monsieur frère de Louis XVI, obtient l'adjonction à cet emploi en faveur de son petit-fils, qui garde ce titre jusqu'en 1791.
En 1788 il s'associe avec Alexandre Brongniart (1770-1847), dont il est très proche ; Claude Antoine Gaspard Riche (1762-1797, médecin de Montpellier) ; Joseph Audirac (médecin de Montpellier, probablement mort en 1790) ; Charles de Broval (parent de Nicolas-François de Broval, secrétaire des commandements du futur Philippe Égalité) ; et un certain Petit ; ensemble, les six jeunes gens fondent la Société philomathique de Paris dont la première réunion se déroule le 10 décembre 1788. Silvestre en est le secrétaire pendant quatorze ans.
En 1793 il épouse Louise-Constance Garre. Ils ont trois enfants, tous nés aux galeries du Louvre.
Il écrit plusieurs mémoires sur les sciences, l'économie publique, l'agriculture et les arts, tient plusieurs emplois administratifs et participe successivement à toutes les principales sociétés savantes françaises et étrangères. Il est reçu membre de l'Institut en 1806.
Lorsque le ministre de l'Intérieur François de Neufchâteau reconstitue la  Société libre d'agriculture du département de la Seine en mai 1798, Silvestre en est le secrétaire.
Il est aussi secrétaire de la Société pour l'encouragement de l'industrie nationale dès sa création en 1801.
À la Restauration en 1814, Louis XVIII le nomme son lecteur-bibliothécaire et il le fait membre de la légion d'honneur en 1821. Charles X le maintient dans son emploi.
Il demande en 1825 le titre de baron, 
qui lui est accordé pat Charles X le 23 mars 1828.
Après la mort de son père en 1809, Augustin François continue de demeurer à l'hôtel de Larochefoucauld-Liancourt, qui est démoli en 1825. Augustin François se loge alors rue Taranne jusqu'en juin 1844, quand il déménage pour la rue Saint-Benoît où il meurt le 4 août 1851.

## Portraits d'Augustin-François Silvestre
- portrait à l'huile par Paulin Guérin, très remarqué à l'exposition de 1832[14].
- Deux portraits au pastel par Jean Noël, dont un le représente enfant et l'autre jeune homme[14].
- Dessin par Fouquet, gravé au physionotrace par Gratien[14].
- Lithographie par Bailly (1823) dans la galerie de portraits des membres de l'Institut de France[14].